# Jiří David
Jiří David (ur. 16 lutego 1923 w Brnie, zm. 19 czerwca 1997 tamże) – czechosłowacki lekkoatleta, sprinter, dwukrotny medalista mistrzostw Europy w 1946.
Zdobył brązowy medal w biegu na 200 metrów na mistrzostwach Europy w 1946 w Oslo, przegrywając jedynie z Nikołajem Karakułowem ze Związku Radzieckiego i Haakonem Tranbergiem z Norwegii. Drugi brązowy medal wywalczył w sztafecie 4 × 100 metrów. Sztafeta Czechosłowacji biegła w składzie: Mirko Paráček, Leopold Láznička, Miroslav Řihošek i David. David zajął również 6. miejsce w sztafecie 4 × 400 metrów i odpadł w półfinale biegu na 100 metrów.
Zdobył srebrny medal w biegu na 200 metrów na Akademickich Mistrzostwach Świata w 1947 w Paryżu.
Wystąpił na igrzyskach olimpijskich w 1952 w Helsinkach, gdzie odpadł w eliminacjach biegu na 400 metrów, a czechosłowacka sztafeta 4 × 100 metrów w składzie: František Brož, David, Miroslav Horčic i Zdeněk Pospíšil zajęła w finale 6. miejsce.
David zdobył wiele medali w mistrzostwach Czechosłowacji (w tym Czech i Moraw w latach 1939–1944):
- bieg na 100 metrów – złoto w 1946, 1947; srebro w 1944; brąz w 1952
- bieg na 200 metrów – złoto w 1944, 1946, 1947; srebro w 1943; brąz w 1942
- sztafeta 4 × 100 metrów – złoto w 1943, 1946, 1951, 1952, 1953; srebro w 1947; brąz w 1944, 1950
- sztafeta 4 × 200 metrów – złoto w 1951
- sztafeta 4 × 400 metrów – złoto w 1952; srebro w 1943, 1946, 1947; brąz w 1944
- trójbój sprinterski – srebro w 1943, 1944

Ustanowił rekordy Czechosłowacji w biegu na 200 metrów (21,6 s 11 sierpnia 1946 w Pradze), biegu na 400 metrów (48,8 s 27 września 1947 w Zlinie), sztafecie 4 × 400 metrów (3:14,6 9 sierpnia 1953 w Bukareszcie) i czterokrotnie w sztafecie 4 × 100 metrów (do rezultatu 41,2 s 27 lipca 1952 w Helsinkach). Wyrównał także rekord swego kraju w biegu na 100 metrów (10,6 s 6 lipca 1947 w Budapeszcie).
Jego żoną była znana lekkoatletka Olga Modrachová.